# 平成ノブシコブシ
平成ノブシコブシ（へいせいノブシコブシ）は、吉本興業（東京本社）所属のお笑いコンビ。2000年結成。NSC東京校5期生。若手ユニット「ラ・ゴリスターズ」の一員である。

## メンバー
吉村 崇（よしむら たかし、1980年7月9日 - ）（45歳）
ボケ（たまにツッコミ）・ネタ作り担当、立ち位置は向かって左。
身長176 cm、体重71kg。血液型A型。
北海道札幌市西区出身、北海道札幌手稲高等学校卒業。

徳井 健太（とくい けんた、1980年9月16日 - ）（44歳）
ツッコミ（たまにボケ）担当、立ち位置は向かって右。
身長172 cm、体重75 kg。血液型A型。
千葉県君津市生まれ、北海道野付郡別海町出身、北海道別海高等学校卒業。

## 来歴
2000年、NSC東京校5期出身の同期であった2人によって結成。コンビ結成まで吉村は7回（「キャンディキャンディ」「チャームポイント」等）、徳井は4回（「トムソンガゼル」「ドラッガ」等）別々のコンビを組んでいたがいずれも解散。その後、現在のコンビとしてデビュー。
2005年、『お笑い登龍門』（フジテレビ）によく出ていたハイキングウォーキング・ピース・イシバシハザマとともにラ・ゴリスターズを結成。当時は男前コンビと呼ばれていた。
2006年3月、『やりすぎコージー』（テレビ東京）に出演。脇で音楽を鳴らす吉村の芸が注目される。同年7月、ルミネtheよしもとで行われた単独ライブ「御コント」はチケット発売開始から5分で完売（約500席）。“1じ3じ”、“7じ9じ”に出演したことのないコンビがルミネで単独を行ったのは史上初。
2006年12月、M-1グランプリで準決勝へ初進出。翌年の2007年にも準決勝まで進出。2008年、『笑いの万博』の第1回「即戦力王決定戦」にて優勝。キングオブコントでは2010年に準決勝進出、THE MANZAIでも2011年に認定漫才師へ選出され本戦サーキットにも進出した。
2010年9月28日を以てAGE AGE LIVEを卒業。同年『(株)世界衝撃映像社』の「ホームステイin部族」ロケ企画にて、平然と虫を食べたりする徳井のキャラが注目を集めてブレイク。『ピカルの定理』（フジテレビ）のレギュラーにも抜擢され、一般に広く認知されるようになる。
2010年以降は出演機会が増えると吉村が「破天荒キャラ」などで場を盛り上げるなど積極果敢に仕事をこなす一方で、徳井はあまりガツガツせずに物静かな感じや相方の吉村を含め他人に聞かれないと重要な事でも答えないなど消極的な姿勢が多いことからコンビでの出演は減っていき、吉村の方がピンで出演する機会が多くなり、コンビでのレギュラー番組も無くなった。

## 芸人になるきっかけ
- 徳井は元々料理人になろうと思っていたが、高校の時のクラスメートに「徳井君は料理人より芸人になったほうがいいよ」と言われ、それを真に受けて芸人を目指すことになった。
- 吉村は高校時代にお笑い番組の影響で芸人を志した。初めは軽い気持ちだったが、上京する時に育ての親である祖母に「俺は婆ちゃんが嫌いだから東京に行くんだ」と言ってしまい、その1ヶ月後に祖母が急死。芸人を辞めようにも辞められなくなったと語っている[6]。

## 芸風
- 漫才とコント両方を演じる。ネタ作りは主に吉村が担当。
- 「破天荒キャラ」を名乗る吉村がハイテンションで型破りな振る舞いを見せるのが特徴。ネタの途中にシャツを破ったり飛び跳ねたりなど大胆な行動に出ることがある。
- 漫才では豪快なシチュエーションを吉村が実践しながらボケて徳井が振り回されるネタが多いが、徳井が徐々に吉村の行動を邪魔して次第にボケとツッコミが入れ替わっていくパターンもある。
- 徳井が吉村に英語で謝罪をさせるというネタも頻繁に行われる。

## 出囃子
ケニー・ロギンス「Danger Zone」 (映画トップガンのテーマ曲）

## コンビ名
結成当初のコンビ名は「コブシトザンギ」であった。「コブシ」は「拳を上げる」という意味で、「ザンギ」は唐揚げに似た北海道の料理である。しかし画数による運勢が凶だったため、2004年にアシスタントとして出演していた『ワイ!ワイ!ワイ!』（ヨシモトファンダンゴTV）で視聴者公募により改名。だが、現在の「平成ノブシコブシ」は大凶である。それでも本人たちは気に入っている。
コンビ名の名付け親は同じく北海道出身のタカアンドトシで、漫才師のような名前が良いだろうということで命名した。昭和のいる・こいるをヒントにしたとも言われている。徳井は後に、同じく元号をコンビ名に入れることを希望した令和ロマンの名付け親になっている。
2019年4月30日、AbemaTVの特別番組『AbemaTV×Twitter特番! 平成から令和へ 25時間テレビ』において平成最後の日の初仕事としてオープニングMCに起用される。

## エピソード
NSC卒業後に吉村が徳井へ電話をかけてコンビを組む流れとなった。当時徳井は「NSCの同期の中で吉村が一番面白い」と思っており、その吉村からコンビ結成を電話で持ちかけられた時には内心大喜びしていたものの、吉村にはあまり伝わっていなかった。
2006年に徳井は結婚して子どもも生まれていたが、そのことをしばらく吉村には報告していなかった。徳井曰く話すタイミングがなかったらしく、エチオピアでの海外ロケ中に突然報告する形となった。なお、徳井がそこでのロケ中に吉村へいきなり報告したのは現地での儀式が既婚者は出られないもので、言わざるを得ない状況だったため。
また徳井は両親が離婚して一時苗字が変わっていたが、そのことも吉村には黙っていた。

## 出演
単独での出演歴については各個人ページを参照。

### テレビ番組

#### 現在の出演番組
レギュラー番組はなし
不定期出演
- アメトーーク!（テレビ朝日）
- 出没!アド街ック天国（テレビ東京）
- アカデミーナイトG（TBSテレビ）
- さんまのお笑い向上委員会（フジテレビ）

特番
- 179〜あなたのマチにおじゃまします〜（2022年10月28日・12月2日、NHK北海道） - ナビゲーター

#### 過去の出演番組
レギュラー・準レギュラー
- ヨシモト∞ 木曜日第一部（- 2007年3月、ヨシモトファンダンゴTV） - 準レギュラー
- ワイ!ワイ!ワイ!（ - 2004年9月、ヨシモトファンダンゴTV） - 一期アシスタント
- ぶちぬき（2005年4月 - 2006年3月、テレビ東京） - 火曜日天の声
- ハロモニ@（2007年4月 - 2008年9月、テレビ東京） - MC（あかチン国王：吉村、キャベツ大臣：徳井）
- ドッカ〜ン!（2007年4月 - 7月、TBS）吉村はガスマスク先生として出演（ノンクレジット）
- 鬼のワラ塾（2008年10月 - 2009年9月、テレビ朝日） - 準レギュラー
- コンバット（2007年10月 - 2008年4月、フジテレビ）
- おはスタ第1部（2008年4月 - 2009年3月、テレビ東京）
- 音笑!MMM（Midnight Multi Media）（2008年10月 - 2009年3月、日本テレビ）
- (株)世界衝撃映像社（2010年7月、10月 - 2011年3月、フジテレビ） - 準レギュラー
- ピカルの定理（2010年10月20日 - 2013年9月4日、フジテレビ）
- サタデー・ナイト・ライブ JPN（2011年6月 - 12月、フジテレビ）
- はねるのトびら - 準レギュラー
- 平成ノブシコブシのヨルオシ!（HTB） - MC
- なかよしテレビ - 初期レギュラー 日本側VTRナレーション
- ハーフタイム（2013年4月1日 - 9月26日、東京MXテレビ） - 月曜担当レギュラー[9]
- バイキング（火曜レギュラー：2014年4月1日 - 2015年3月24日、専属レポーター：2015年3月31日- 2015年11月10日）
- 自動車冒険隊（2015年10月 - 2016年3月、東京MXテレビ） - 隊員 [10]
- ノブコブのスマイルお届け隊（2016年1月8日 - 6月24日、仙台放送） - MC[11]
- 平成ノブシコブシの破天荒試し!!〜勝つまで終われない破天荒大決戦〜（2016年12月2日- 12月23日　全4回、HBC） - MC
  - 平成ノブシコブシの破天荒試し!!〜お悩み相談ラップだべ!〜（2017年4月17日 - 5月1日　全3回、HBC） - MC
- お願い!ランキング（2017年1月13日 - 3月16日、テレビ朝日 ） - 木曜深夜レギュラー
- SKE48 むすびのイチバン!（2017年4月25日-  東海テレビ） - MC
- 中居くん決めて!（TBSテレビ） - 準レギュラー
- ビビっとキタっしょ!（2021年7月5日 - 12月20日、北海道テレビ放送） - MC

特番
- 平成ノブシコブシの帰省なうスペシャル 2014（2014年3月8日、北海道テレビ放送） - MC
- ノブコブの顔パスで行こう!!（2015年3月8日、北海道テレビ放送） - MC
- メイド イン ホッカイドウ 〜どさんこが日本を支えてる?（2015年08月16日、2016年2月27日、7月30日、2017年2月26日、7月30日、2018年3月3日・2019年9月29日・2020年3月1日、北海道テレビ放送）
- ノブコブの平成キニナルリサーチ（2016年 - 2018年7月28日、静岡放送） - MC
- 道スタ外伝〜179の魅力お届けします〜（2021年6月18日・10月15日・2022年2月25日・3月18日、NHK北海道） - 司会
- 土曜スペシャル 草刈らせてもらえませんか?（2023年1月28日・6月17日、テレビ東京）
- 先駆け!アーレーイーマー（2025年7月13日、北海道放送）- 吉村∶MC・徳井∶ロケ出演[12]

#### お笑い番組
- 爆笑オンエアバトル （2005年9月10日-2010年4月23日）

#### テレビドラマ
- スカッとジャパン（フジテレビ ）
  - 第88回（2017年4月24日）
  - 第89回（2017年5月1日）
  - 第92回（2017年5月29日）

### インターネット配信
- 平成ノブシコブシの破天荒ダメだし!（GyaOジョッキー、- 2008年3月） - MC
- ノブコブとゼブラエンジェルのキュイン×2バラエティ（2012年1月12日 - 2013年4月25日　毎週木曜日配信） - MC
- ゼブラエンジェル&ノブコブのキュイ生（2012年7月3日 - 2013年4月9日 不定期、ニコニコ生放送） - MC
- 特攻フルスインガー（2017年8月11日 - 10月6日、amazonプライム）- レギュラー
- 特別番組「3日目AbemaボートTVSGチャレンジカップ優勝戦 予想バトルで勝つのは?」（2017年11月26日、AbemaTV） - MC
- ウルトラゲームスpresents エンドレス・マリオメーカー（2018年1月22日、AbemaTV・ウルトラゲームスチャンネル） - MC[13]
- AbemaTV×Twitter特番! 平成から令和へ 25時間テレビ平成から令和へ 〜特番MCは平成ノブシコブシ! コンビ名の行方は? 〜（2019年4月30日、AbemaTV）

### ラジオ番組
- 平成ノブシコブシの御レディオ（2007年10月6日 - 2008年3月26日、文化放送）- 第5期水曜日
- まだまだゴチャ・まぜっ!〜集まれヤンヤン〜（2011年4月16日 - 2014年3月29日、MBSラジオ）
- オレたちゴチャ・まぜっ!〜集まれヤンヤン〜（2014年4月5日 - 2020年6月27日、MBSラジオ） - 吉村のみ2014年4月19日から2018年4月14日まで隔週出演
- 平成ノブシコブシ 魂のコブシ!!（2016年7月2日 - 2021年3月27日 、AIR-G' FM北海道 80.4）
- 平成ノブシコブシのオールナイトニッポン0（2021年9月12日、ニッポン放送）[14]
- 平成ノブシコブシのオールナイトニッポン（2022年1月29日、ニッポン放送）[15]

### CM
- リクルート「タウンワーク」お仕事カーテン
- 大塚製薬「オロナミンC」出社編（エキストラ）
- ネクスト「HOME'S」ズバッと検索
- 富士重工業「SUBARU（スバル）」試乗CP
- 北海道選挙管理委員会「第49回衆議院議員総選挙」

### DVD
- ペルソネル活動3、4（ゲスト出演）（2006年6月14日・2006年9月13日発売　アールアンドシー）
- U-1グランプリ CASE 01『取調室』（2007年8月17日発売 ポニーキャニオン）
- ハッピーな片想い（2008年4月23日発売　よしもとR&C)
- ルミネ the よしもと〜業界イチの青田買い 2008夏〜（2008年7月23日発売　よしもとR&C)
- 笑いの万博（2008年12月24日発売　よしもとR&C)
- 戦え!!キャプテンボニータ（2009年01月21日発売　よしもとR&C）
- ダイナマイト関西2008　（2009年2月11日発売　よしもとR&C)
- 鬼のワラ塾 赤・黒 （2009年10月7日発売　よしもとR&C）
- ラ★ゴリスターズDVD'09（2010年2月14日発売　よしもとR&C）
- 御コント〜今宵の主役はどっちだ〜（2010年10月20日発売　よしもとR&C）
- 御コント〜徳井健太が滅!〜（2012年8月29日発売　よしもとR&C）

### 映画
- YOSHIMOTO DIRECTOR'S 100 #037 鉄と生きて
- ラブポリス 〜ニート達の挽歌〜（2012年2月25日公開）
- 三銃士/王妃の首飾りとダ・ヴィンチの飛行船（2011年10月28日公開・吹き替え）
- ネオン蝶・第2幕（2013年6月12日公開）第3幕・第4幕（DVD・BDのみ）
- 劇場版ポケットモンスター ベストウイッシュ 神速のゲノセクト ミュウツー覚醒（2013年7月13日公開・声優）

### オリジナルビデオ
- THE3名様 スピンオフ 人生のピンチを救うパフェおやじの7つの名言（2008年4月2日、ポニーキャニオン）監督:福田雄一 [16]

### PV
- 音速ライン「打ち上げ花火」
- ロビン・シック×平成ノブシコブシ「ブラード・ラインズ～今夜はヘイ・ヘイ・ヘイ♪～"俺たちツイてるぜ"ヴァ―ション」(2013年)[17]
- AKB48「しあわせを分けなさい」(2016年) - 新郎役：吉村、新郎の友人役：徳井[18]
- One Hokkaido Project「私たちの道」（2019年）[19]

## 雑誌
- お笑いポポロ 2008年2月号（Vol.22）、2008年5月号（Vol.23）、2008年8月号（Vol.24）、2008年11月号（Vol.25）、2009年2月号（Vol.26）、2009年5月号（Vol.27）、2009年8月号（Vol.28）
- お笑いTVLIFE Vol.1、Vol.2
- お笑いタイフーン! vol.10
- Uchiran Vol.2
- Kindai
- Zipper 10月号
- お笑い男子校

## 連載
- Wink Up（ワニブックス）
- Magalry（マガリー）「平成ノブシコブシの切腹トーク」(2013年4月5日- 毎週金曜日更新）

## 単独ライブ
- 2005年2月16日 - 初単独ライブ『御コント』（渋谷シアターD）
- 2005年8月15日 - 単独ライブ『御コント』（新宿シアターモリエール）
- 2005年10月15日 - 漫才ライブ『ノブシコブシが150トン』（シアターブラッツ）
- 2006年2月15日 - 単独ライブ『徳井vs吉村、売れないのはお前のせいだ!否、お前のせいだ!責任転嫁ライブ』（恵比寿・エコー劇場）
- 2006年4月2日 - 平成ノブシコブシトークライブ『春闘』（渋谷シアターD）
- 2006年7月29日 - 単独ライブ『御コント』（ルミネtheよしもと）
- 2006年11月20日 - HNKラジオ第2（Shibuya eggman）
- 2007年1月22日 - HNKラジオ第2（Shibuya eggman）
- 2007年2月9日 - 単独ライブ『ノブシコブシvsNSC在学生』（恵比寿・エコー劇場）
- 2007年3月26日 - HNKラジオ第2（Shibuya eggman）
- 2007年7月30日 - 単独ライブ『御コント』（シアターアプル）
- 2008年10月25日・26日 - 単独ライブ『御コント』（ルミネtheよしもと）
- 2008年12月24日 - 単独ライブ『御コント』追加公演（草月ホール）
- 2009年1月13日 - 平成ノブシコブシ大劇場（ラフォーレミュージアム）
- 2010年7月21日 - 単独ライブ『御コント〜今宵の主役はどっちだ〜』（赤坂BLITZ）
- 2011年8月7日 - 『平成ノブシコブシの310分漫才』（品川よしもとプリンスシアター）
- 2012年5月13日 -　単独ライブ『御コント〜徳井健太が滅!〜』 　（東京・大阪・札幌・京都）四都市での公演